# 개천시
개천시(价川市)는 평안남도 북부 지역에 있는 시이다.
본래 개천군으로 불리는 군이었다가 1990년에 시로 승격했다.
내륙 지역으로 묘향산과 청천강, 대동강이 있고, 시 면적의 약 61퍼센트가 숲 지대이다. 수자원이 풍부해 저수지가 여럿 있다. 축산업과 과수농업도 하고 있다.
시의 주요 산업은 기계공업과 철공업이며, 철광산인 개천광산도 있다. 관광지로는 송암동굴이 유명하다.
개천시에 제14호 관리소로 불리는 정치범 수용소가 있다는 주장이 있다. 2005년까지 이 수용소에 수감되었다거나 경비원으로 근무했다고 증언한 탈북자는 김용, 신동혁, 안명철의 세 사람이다.

## 역사
| Daedongyeojido (Gyujanggak) 08-04.jpg | Daedongyeojido (Gyujanggak) 08-03.jpg |
|                                       |                                       |

- 본래 고려의 안수진(安水鎭)이었다.
- 1018년 고려 현종 9년에 연주 방어사(連州防禦使)로 고쳤다가 뒤에 조양진(朝陽鎭)으로 고쳤다.
- 1215년 고려 고종 2년에는 거란 군사를 막는 데 공이 있었다 하여 다시 연주 방어사로 일컬었다.
- 1217년 고려 고종 4년에 익주(翼州)로 고쳤다가 뒤에 또 개주(价州)로 고쳤다.
- 1413년 조선 태종 13년에 지금의 이름으로 고쳐 군으로 하였다.
- 1929년 4월 1일 개천면·내동면(內東面)이 조양면으로 합면하고, 외서면(外西面)을 개천면으로 개칭하였다.[2] 개천면 견룡리, 삼포리 각 일부에 군우리를 신설하였다.[3]
- 1941년 10월 1일 개천면이 개천읍으로 승격하였다.[4]

## 행정 구역
36동과 11리가 현재 있다.
| - 천리길동 - 신성동 (新成洞) - 광복동 (光復洞) - 삼포동 (三浦洞) - 자작동 (自作洞) - 람전동 (藍田洞) - 조양동 (朝陽洞) - 봉천동 (鳳泉洞) - 북원동 (北院洞) - 인흥동 (仁興洞) - 군우동 (軍隅洞) - 강철동 (鋼鐵洞) - 약수동 (藥水洞) - 룡진동 (龍津洞) - 서남동 (西南洞) - 각암동 (閣巖洞) - 룡암동 (龍巖洞) - 알일동 (戞日洞) - 묵방동 (墨坊洞) - 건지동 (巾之洞) - 남천동 (南川洞) - 룡대동 (龍臺洞) - 전진동 (前進洞) - 룡원동 (龍源洞) | - 준혁리 (俊赫里) - 외서리 (外西里) - 도화리 (島花里) - 보부리 (寶富里) - 청룡리 (靑龍里) - 광도리 (光島里) - 대각리 (臺閣里) - 룡운리 (龍雲里) - 구읍리 (舊邑里) - 동림리 (桐林里) - 외동리 (外東里) |

## 같이 보기
- 조선민주주의인민공화국의 인구순 도시 목록

## 참고 자료
- Dormels, Rainer. North Korea's Cities: Industrial facilities, internal structures and typification. Jimoondang, 2014. ISBN 978-89-6297-167-5